# Greeleyville
Greeleyville est une ville située dans le comté de Williamsburg, dans l’État de Caroline du Sud, aux États-Unis. Lors du recensement de 2020, elle comptait 384 habitants.